# Богетсай
Богетса́й (каз. Бөгетсай) — село у складі Хромтауського району Актюбінської області Казахстану. Адміністративний центр Богетсайського сільського округу.
Населення — 1430 осіб (2021; 1354 у 2009, 1653 у 1999, 1624 у 1989).